# موتور محمدمهدی سجادی
موتور محمدمهدی سجادی یک منطقهٔ مسکونی در ایران است که در دهستان جلگه چاه هاشم واقع شده‌است.